# Професійна футбольна асоціація
«Професійна футбольна асоціація» (PFA) є об'єднанням для професійних гравців в Англії і Уельсі . Це найстаріша у світі професійна Асоціація спортсменів яка налічує 4000 членів.
Цілі PFA захищати, поліпшувати і переговорювати умови, права і статус усіх професійних гравців.
PFA є партнером Асоціації професійних футболістів Шотландії. Асоціація Північної Ірландії PFA розформована в 1995 році.